# Tandboomkikker
De tandboomkikker (Gastrotheca guentheri) is een kikker uit het geslacht van de buidelkikkers (Gastrotheca) en de familie Hemiphractidae.
De soort werd voor het eerst wetenschappelijk beschreven door George Albert Boulenger in 1882. Oorspronkelijk werd de wetenschappelijke naam Amphignathodon guentheri gebruikt. De soort is sinds 1996 niet meer waargenomen.

## Verspreiding en habitat
De soort komt voor in delen van Zuid-Amerika en leeft in het westen van Colombia en het noorden van Ecuador. De tandboomkikker leeft in wouden op de hellingen van de Andes aan de kant van de Grote Oceaan, op hoogtes tussen 700 en 2.010 meter boven zeeniveau. De soort leeft er meestal in de nabijheid van waterbronnen.
Het IUCN classificeerde de soort in 2004 als kwetsbaar met een dalende trend. Zijn leefgebied is slechts zo'n 2.000 km² groot. De populaties leven versnipperd en de habitat gaat er kwalitatief en kwantitatief op achteruit.

## Uiterlijke kenmerken
Gastrotheca guentheri heeft zowel tanden op de onder- als bovenkaak. Daarmee is hij anno 2011 de enige bekende kikkersoort met tanden in de onderkaak. Dit kenmerk zou circa 20 miljoen jaar geleden teruggekeerd zijn nadat de voorouders het 200 miljoen jaar geleden verloren, wat ingaat tegen de Wet van Dollo, die stelt dat verloren kenmerken niet kunnen terugkeren. Wetenschappers hadden het vermoeden dat het om pseudo-tanden zou gaan, maar uit onderzoek blijkt dat het om echte tanden gaat.
De eitjes van Gastrotheca guentheri worden in een huidzak op de rug van het vrouwtje gedragen. De jongen komen ter wereld als volledig ontwikkelde kleine kikkers en niet als kikkervisjes.